# خديجة يكن
خديجة يكن (ولدت عام 1972 في الدار البيضاء)، هي كاتبة مغربية لها أعمال نثرية وشعرية باللغتين العربية والأمازيغية، تشغل موقع مسؤول شؤون الأدب الأمازيغي في رابطة كاتبات المغرب.

## نشأتها وتعليمها
ولدت في الدار البيضاء لعائلة أصلها من سوس. تلقت فيها تعليمها المدرسي في مدرستي ابن البنا المراكشي، وعقبة بن نافع، والجامعي في جامعة الحسن الثاني.

## مسيرتها الأدبية
بدأت في كتابة القصة في التسعينيات ونشرت عام 1994 نصها الأول «عندما تنساب كارمينا بورانا»، الذي فاز عام 1996 بجائزة الإسيسكو للقصة، ونشرت لاحقا رواية «أيام بوسنية» التي فازت عام 2018 بـ«جائزة الطيب صالح للإبداع الكتابي» السودانية.
توجهت لاحقا إلى الكتابة بالأمازيغية ونشرت عام 2009، فنشرت عملها الشعري الأول «إلودي»  (الأقحوانة)، الذي يعد أول إصدار نسائي أمازيغي في جهة سوس ماسة، وفي عام 2010 نشرت ديوانها الثاني «توجّوت تاقبورت» (الرائحة العريقة)، الذي يضم نصوصا كتبتها بين 1998 و2010، وأيضا ديوان «أمّ أسيف إغزّيفن» (مثل نهر طويل)، وديوان «أمݣون ن دّاو إغرمان» (النائم تحت المدن) 2022، وفي عام 2011 نشرت رواية «تيتريت ن تيوّودش» (نجمة المغيب).  
كما نشرت قصصا متفرقة بالعربية والأمازيغية في صحف ومواقع مختلفة، ولها كتابات ومواقف تتناول المسألة الهوياتية الأمازيغية وقضايا المرأة. كما ظهرت أيضا في لقاءات مع برامج تلفزية ثقافية.
ألقت قصائدها في فعاليات مختلفة، منها «اليوم العالمي للشعر» الذي نظمه المعهد الملكي للثقافة الأمازيغية في الرباط في 2010، واتحاد العمل النسوي في القنيطرة، صوت المرأة الأمازيغية في الرباط، تيمغارين في الدار البيضاء.

## جوائز
- 1996 جائزة الأيسيسكو لأفضل قصة من العالم الإسلامي، على قصة «عندما تنساب كارمينا بورانا»
- 2010 جائزة تقدير من المعهد الملكي للثقافة الأمازيغية
- 2018 جائزة الطيب الصالح العالمية للإبداع الكتابي بالسودان على مجموعتها القصصية «أيام بوسنية»

## وصلات خارجية
- قناة خديجة يكن على يوتيوب